# A-League 2023-24
La A-League 2023-24, conocida también como «Isuzu UTE A-League» por motivos de patrocinio, fue la décima novena edición de la A-League, máxima categoría del fútbol profesional de Australia desde su creación en 2004. La temporada comenzó el 20 de octubre de 2023 y terminó el 25 de mayo de 2024.

## Sistema de competición
En la temporada regular participaron 12 equipos que jugaron todos contra todos en 27 jornadas. Al término de las 27 fechas de la fase regular los dos primeros clasificados pasaron a las Semifinales y del 3.° a 6.° jugaron los play-offs.

## Temporada regular

### Clasificación
| Pos. | Equipo                     | Pts. | PJ | G  | E  | P  | GF | GC | Dif. | Clasificación 2023-24          |
| ---- | -------------------------- | ---- | -- | -- | -- | -- | -- | -- | ---- | ------------------------------ |
| 1    | Central Coast Mariners (C) | 55   | 27 | 17 | 4  | 6  | 49 | 27 | +22  | Semifinales de la Fase final   |
| 2    | Wellington Phoenix         | 53   | 27 | 15 | 8  | 4  | 42 | 26 | +16  | Semifinales de la Fase final   |
| 3    | Melbourne Victory          | 42   | 27 | 10 | 12 | 5  | 43 | 33 | +10  | Primera ronda de la Fase final |
| 4    | Sídney                     | 41   | 27 | 12 | 5  | 10 | 52 | 40 | +12  | Primera ronda de la Fase final |
| 5    | Macarthur                  | 41   | 27 | 11 | 8  | 8  | 45 | 48 | −3   | Primera ronda de la Fase final |
| 6    | Melbourne City             | 39   | 27 | 11 | 6  | 10 | 50 | 38 | +12  | Primera ronda de la Fase final |
| 7    | Western Sydney Wanderers   | 37   | 27 | 11 | 4  | 12 | 44 | 48 | −4   |                                |
| 8    | Adelaide United            | 32   | 27 | 9  | 5  | 13 | 52 | 53 | −1   |                                |
| 9    | Brisbane Roar              | 30   | 27 | 8  | 6  | 13 | 42 | 55 | −13  |                                |
| 10   | Newcastle United Jets      | 28   | 27 | 6  | 10 | 11 | 39 | 47 | −8   |                                |
| 11   | Western United             | 26   | 27 | 7  | 5  | 15 | 36 | 55 | −19  |                                |
| 12   | Perth Glory                | 22   | 27 | 5  | 7  | 15 | 46 | 69 | −23  |                                |

 Fuente: A-League
Notas:
1. ↑  Wellington Phoenix como equipo neozelandés, pertenece a la Confederación de Fútbol de Oceanía por lo que no puede participar en la Liga de Campeones de la AFC, torneo organizado por la Confederación Asiática de Fútbol.

### Resultados

#### Jornada 1–22
| Local \ Visitante        | ADE | BRI | CCM | MAC | MCY | MVC | NEW | PER | SYD | WEL | WSW | WUN |
| ------------------------ | --- | --- | --- | --- | --- | --- | --- | --- | --- | --- | --- | --- |
| Adelaide United          |     | 0–2 | 3–0 | 1–1 | 6–0 | 1–2 | 3–1 | 3–3 | 1–5 | 2–2 | 1–2 | 4–1 |
| Brisbane Roar            | 3–4 |     | 0–3 | 1–3 | 5–1 | 3–2 | 3–2 | 2–1 | 3–0 | 1–1 | 2–2 | 2–2 |
| Central Coast Mariners   | 2–0 | 1–2 |     | 1–2 | 2–1 | 2–2 | 3–1 | 4–2 | 1–3 | 2–1 | 1–0 | 4–0 |
| Macarthur                | 4–3 | 1–1 | 0–3 |     | 2–0 | 1–1 | 1–1 | 2–2 | 1–0 | 0–3 | 4–3 | 1–0 |
| Melbourne City           | 1–0 | 8–1 | 3–3 | 3–3 |     | 0–0 | 0–0 | 8–0 | 2–0 | 1–0 | 0–1 | 1–2 |
| Melbourne Victory        | 1–1 | 0–0 | 0–1 | 0–1 | 2–1 |     | 5–3 | 2–1 | 3–0 | 1–1 | 3–4 | 2–1 |
| Newcastle United Jets    | 0–1 | 3–1 | 0–1 | 2–2 | 0–2 | 1–1 |     | 2–2 | 3–1 | 1–2 | 2–2 | 2–0 |
| Perth Glory              | 2–4 | 3–2 | 2–0 | 3–2 | 1–2 | 2–3 | 2–2 |     | 1–1 | 3–4 | 1–2 | 3–4 |
| Sydney                   | 2–1 | 1–1 | 2–0 | 0–2 | 1–1 | 0–2 | 4–0 | 3–2 |     | 3–1 | 0–1 | 4–2 |
| Wellington Phoenix       | 3–2 | 5–2 | 0–0 | 3–0 | 1–0 | 1–1 | 0–3 | 2–1 | 2–1 |     | 2–0 | 2–0 |
| Western Sydney Wanderers | 1–0 | 1–2 | 0–1 | 3–1 | 1–2 | 3–4 | 3–3 | 2–0 | 1–4 | 0–0 |     | 5–0 |
| Western United           | 1–3 | 2–1 | 0–2 | 4–2 | 1–2 | 2–2 | 0–1 | 1–0 | 2–2 | 0–1 | 0–1 |     |

#### Jornada 23–27
| Local \ Visitante        | ADE | BRI | CCM | MAC | MCY | MVC | NEW | PER | SYD | WEL | WSW | WUN |
| ------------------------ | --- | --- | --- | --- | --- | --- | --- | --- | --- | --- | --- | --- |
| Adelaide United          |     |     | 0–4 | 1–2 |     |     |     |     | 4–3 |     |     |     |
| Brisbane Roar            |     |     |     | 1–2 |     |     | 0–2 |     | 1–2 |     |     |     |
| Central Coast Mariners   |     | 2–0 |     |     | 2–1 | 1–1 |     |     |     |     |     |     |
| Macarthur                |     |     |     |     |     |     |     |     |     | 1–2 | 1–3 | 3–3 |
| Melbourne City           |     |     |     |     |     | 0–0 |     |     |     |     | 7–0 | 1–0 |
| Melbourne Victory        | 2–0 |     |     |     |     |     |     |     | 1–1 |     |     |     |
| Newcastle United Jets    |     |     | 1–3 |     |     |     |     |     |     | 1–1 |     |     |
| Perth Glory              |     |     |     |     | 4–2 |     | 2–2 |     |     | 0–0 |     |     |
| Sydney                   |     |     |     |     |     |     |     | 7–1 |     |     | 2–1 |     |
| Wellington Phoenix       |     | 1–0 |     |     |     | 1–0 |     |     |     |     |     |     |
| Western Sydney Wanderers |     |     |     |     |     |     |     | 1–2 |     |     |     | 1–3 |
| Western United           | 3–3 |     |     |     |     |     | 2–0 |     |     |     |     |     |

## Fase final
La serie final se llevó a cabo en términos generales con el mismo formato que el año anterior, se desarrolló durante cuatro semanas y en la misma participaron los seis mejores equipos de la temporada regular. En la primera semana de partidos, los equipos clasificados del tercero al sexto jugaron un partido de eliminación simple, y los dos ganadores de esos partidos se unieron al primer y segundo equipo clasificado en eliminatorias de semifinales de dos partidos. Los dos ganadores de esos partidos se enfrentaron en la Gran final.
En octubre de 2023, la APL anunció que la Gran final masculina de la A-League ya no se jugaría como estaba previsto, es decir que tres Grandes finales sucesivas sean organizadas en Sídney, independientemente de qué dos equipos ganaran el derecho para jugar en la final. Se decidió que el semifinalista ganador con la mejor posición en la temporada regular sea quien recibiera el partido final.

### Cuadro de desarrollo
|  | Primera ronda | Primera ronda     | Primera ronda          |                           |   | Semifinales | Semifinales | Semifinales | Semifinales | Semifinales |  |   | Gran final                     | Gran final | Gran final |  |
|  |               |                   |                        |                           |   |             |             |             |             |             |  |   |                                |            |            |  |
|  |               |                   |                        |                           |   |             |             |             |             |             |  |   |                                |            |            |  |
|  |               |                   |                        |                           |   |             |             |             |             |             |  |   |                                |            |            |  |
|  |               |                   |                        |                           |   |             |             |             |             |             |  |   |                                |            |            |  |
|  |               |                   |                        |                           |   |             |             |             |             |             |  |   |                                |            |            |  |
|  |               | 1                 | Central Coast Mariners | 2                         | 0 | 2           |             |             |             |             |  |   |                                |            |            |  |
|  |               |                   |                        | 2                         | 0 | 2           |             |             |             |             |  |   |                                |            |            |  |
|  |               |                   | 4                      | Sydney                    | 1 | 0           | 1           |             |             |             |  |   |                                |            |            |  |
|  | 4             | Sydney            | 4                      | Sydney                    | 1 | 0           | 1           | 4           |             |             |  |   |                                |            |            |  |
|  | 4             | Sydney            |                        |                           |   |             |             |             |             |             |  |   |                                |            |            |  |
|  | 5             | Macarthur         | 0                      |                           |   |             |             |             |             |             |  |   |                                |            |            |  |
|  | 5             | Macarthur         | 0                      |                           |   |             |             |             |             |             |  | 1 | Central Coast Mariners (t. s.) | 3          |            |  |
|  |               |                   |                        |                           |   |             |             |             |             |             |  | 1 | Central Coast Mariners (t. s.) | 3          |            |  |
|  |               |                   | 3                      | Melbourne Victory         | 1 |             |             |             |             |             |  |   |                                |            |            |  |
|  |               |                   | 3                      | Melbourne Victory         | 1 |             |             |             |             |             |  |   |                                |            |            |  |
|  |               |                   |                        |                           |   |             |             |             |             |             |  |   |                                |            |            |  |
|  |               |                   |                        |                           |   |             |             |             |             |             |  |   |                                |            |            |  |
|  |               | 2                 | Wellington Phoenix     | 0                         | 1 | 1           |             |             |             |             |  |   |                                |            |            |  |
|  |               |                   |                        | 0                         | 1 | 1           |             |             |             |             |  |   |                                |            |            |  |
|  |               |                   | 3                      | Melbourne Victory (t. s.) | 0 | 2           | 2           |             |             |             |  |   |                                |            |            |  |
|  | 3             | Melbourne Victory | 3                      | Melbourne Victory (t. s.) | 0 | 2           | 2           | 1 (3)       |             |             |  |   |                                |            |            |  |
|  | 3             | Melbourne Victory |                        |                           |   |             |             |             |             |             |  |   |                                |            |            |  |
|  | 6             | Melbourne City    | 1 (2)                  |                           |   |             |             |             |             |             |  |   |                                |            |            |  |
|  | 6             | Melbourne City    | 1 (2)                  |                           |   |             |             |             |             |             |  |   |                                |            |            |  |
|  |               |                   |                        |                           |   |             |             |             |             |             |  |   |                                |            |            |  |

- Los horarios corresponden al huso horario de Australia (UTC+10).

### Primera ronda
| 4 de mayo de 2024 | Sydney                                     | 4 – 0   | Macarthur | Allianz Stadium, Sídney                                     |                                                             |
| 19:45             | - Mak 8', 78' - Lolley 50' - Kucharski 67' | Reporte |           | Asistencia: 11 792 espectadores Árbitro(s): Alireza Faghani | Asistencia: 11 792 espectadores Árbitro(s): Alireza Faghani |

| 5 de mayo de 2024 | Melbourne Victory                     | 1 – 1 (t. s.)(3 – 2 p.)    | Melbourne City                              | AAMI Park, Melbourne                                  |                                                       |
| 15:00             | Velupillay 88'                        | Reporte                    | Souprayen 29'                               | Asistencia: 21 358 espectadores Árbitro(s): Álex King | Asistencia: 21 358 espectadores Árbitro(s): Álex King |
|                   |                                       | Tiros desde el punto penal |                                             |                                                       |                                                       |
|                   | - Miranda - Da Silva - Izzo - Broxham |                            | - Natel - Antonis - Talbot - Caputo - Jeggo |                                                       |                                                       |

### Semifinales
| Ida; 12 de mayo de 2024 | Melbourne Victory | 0 – 0   | Wellington Phoenix | AAMI Park, Melbourne                                    |                                                         |
| 16:00                   |                   | Reporte |                    | Asistencia: 16 313 espectadores Árbitro(s): Adam Kersey | Asistencia: 16 313 espectadores Árbitro(s): Adam Kersey |

| Vuelta; 18 de mayo de 2024 | Wellington Phoenix | 1 – 2 (t. s.)(Global 1 – 2) | Melbourne Victory              | Sky Stadium, Wellington                                  |                                                          |
| 16:30                      | Zawada 90+9'       | Reporte                     | - Traoré 82' - Ikonomidis 102' | Asistencia: 33 297 espectadores Árbitro(s): Daniel Elder | Asistencia: 33 297 espectadores Árbitro(s): Daniel Elder |

| Ida; 10 de mayo de 2024 | Sydney   | 1 – 2   | Central Coast Mariners           | Allianz Stadium, Sídney                                 |                                                         |
| 19:45                   | King 25' | Reporte | - Nisbet 45+3' - Doka 56' (pen.) | Asistencia: 13 813 espectadores Árbitro(s): Ben Abraham | Asistencia: 13 813 espectadores Árbitro(s): Ben Abraham |

| Vuelta; 18 de mayo de 2024 | Central Coast Mariners | 0 – 0 (Global 2 – 1) | Sydney | Industree Group Stadium, Gosford                            |                                                             |
| 19:45                      |                        | Reporte              |        | Asistencia: 20 059 espectadores Árbitro(s): Alireza Faghani | Asistencia: 20 059 espectadores Árbitro(s): Alireza Faghani |

### Gran final
| 25 de mayo de 2024 | Central Coast Mariners                   | 3 – 1 (t. s.) | Melbourne Victory | Industree Group Stadium, Gosford                      |                                                       |
| 19:45              | - Edmondson 90+1', 120+1' - Di Pizio 97' | Reporte       | Geria 50'         | Asistencia: 21 379 espectadores Árbitro(s): Álex King | Asistencia: 21 379 espectadores Árbitro(s): Álex King |

|  |  |

| POR          | 20 | Danny Vukovic        |     |     |
| DEF          | 18 | Jacob Farrell        | 83' |     |
| DEF          | 3  | Brian Kaltak         |     |     |
| DEF          | 23 | Dan Hall             |     |     |
| DEF          | 15 | Storm Roux           |     | 70' |
| MED          | 7  | Christian Theoharous |     | 57' |
| MED          | 6  | Max Balard           |     |     |
| MED          | 26 | Brad Tapp            |     | 70' |
| MED          | 2  | Mikael Doka          |     |     |
| DEL          | 4  | Josh Nisbet          |     |     |
| DEL          | 9  | Alou Kuol            |     | 46' |
| Suplentes:   |    |                      |     |     |
| POR          | 30 | Jack Warshawsky      |     |     |
| MED          | 16 | Harry Steele         |     | 70' |
| DEL          | 17 | Jing Reec            |     |     |
| DEL          | 22 | Ronald Barcellos     |     | 70' |
| DEF          | 33 | Nathan Paull         |     |     |
| MED          | 39 | Miguel Di Pizio      |     | 57' |
| DEL          | 99 | Ryan Edmondson       |     | 46' |
| Entrenador:  |    |                      |     |     |
| Mark Jackson |    |                      |     |     |

| POR          | 20 | Paul Izzo           |      |       |
| DEF          | 3  | Adama Traoré        | 21'  | 115'  |
| DEF          | 21 | Roderick Miranda    |      |       |
| DEF          | 5  | Damien Da Silva     | 106' |       |
| DEF          | 2  | Jason Geria         |      |       |
| MED          | 25 | Ryan Teague         |      |       |
| MED          | 27 | Jordi Valadon       |      | 90+1' |
| MED          | 23 | Salim Khelifi       |      | 58'   |
| MED          | 8  | Zinédine Machach    |      | 75'   |
| DEL          | 19 | Daniel Arzani       | 70'  | 75'   |
| DEL          | 10 | Bruno Fornaroli     |      | 90+1' |
| Suplentes:   |    |                     |      |       |
| POR          | 40 | Christian Siciliano |      |       |
| DEL          | 7  | Chris Ikonomidis    |      | 90+1' |
| DEL          | 11 | Ben Folami          |      | 75'   |
| MED          | 14 | Connor Chapman      |      | 115'  |
| DEL          | 17 | Nishan Velupillay   |      | 58'   |
| MED          | 22 | Jake Brimmer        |      | 90+1' |
| MED          | 28 | Roly Bonevacia      |      | 75'   |
| Entrenador:  |    |                     |      |       |
| Tony Popovic |    |                     |      |       |

| Jugador del partido (Medalla Joe Marston): Ryan Edmondson Árbitros asistentes:: Kearney Robinson Brad Wright Cuarto árbitro: Adam Kersey Árbitro asistente de video: Shaun Evans | Reglas de partido - 90 minutos. - 30 minutos minutos de tiempo extra si es necesario. - Tanda de penales si el resultado sigue igualado. - Siete substitutos. - Máximo de cinco sustituciones y una adicional si se juega la prórroga. |

| A-League Campeón 2024              |
| ---------------------------------- |
| Bandera de Australia               |
| Central Coast Mariners 3.er título |

## Máximos goleadores
- Actualización final el 1 de mayo de 2024.
| Rank | Jugador                   | Club                   | Goles |
| ---- | ------------------------- | ---------------------- | ----- |
| 1    | Adam Taggart              | Perth Glory            | 20    |
| 2    | Bruno Fornaroli           | Melbourne Victory      | 18    |
| 3    | Apostolos Stamatelopoulos | Newcastle Jets         | 17    |
| 4    | Hiroshi Ibusuki           | Adelaide United        | 15    |
| 5    | Tolgay Arslan             | Melbourne City         | 13    |
| 5    | Kosta Barbarouses         | Wellington Phoenix     | 13    |
| 5    | Ángel Torres              | Central Coast Mariners | 13    |
| 8    | Valère Germain            | Macarthur FC           | 12    |
| 9    | Fábio Gomes               | Sydney FC              | 11    |
| 9    | Joe Lolley                | Sydney FC              | 11    |